# Lesencefalu
Lesencefalu è un comune dell'Ungheria di 326 abitanti (dati 2001). È situato nella contea di Veszprém.